# Menjaly
Menjaly (russisk: Менялы) er en russisk-amerikansk spillefilm fra 1992 af Georgij Sjengelija.

## Medvirkende
- Vladimir Ilin som Babaskin
- Andrej Ponomarjov som Zjora Grakin
- Vadim Zakhartjenko som Ignatyevitj
- Juurij Gorin
- Valentina Telitjkina som Zoja Aleksandrovna